# Żery Bystre
Żery Bystre [ˈʐɛrɨ ˈbɨstrɛ] est un village polonais de la gmina de Grodzisk dans le powiat de Siemiatycze et dans la voïvodie de Podlachie. Il se situe à environ 7 kilomètres au nord-ouest de Grodzisk, à 26  kilomètres au nord-ouest de Siemiatycze et à 66 kilomètres au sud-ouest de Bialystok. 